# Хеде (Эмсланд)
Хеде (нем. Heede) — община в Германии, в земле Нижняя Саксония.
Входит в состав района Эмсланд. Подчиняется управлению Дёрпен. Население составляет 2253 человека (на 31 декабря 2010 года). Занимает площадь 31,1 км². В коммуне растёт древняя крупнолистная липа, которую прозвали «гигантской липой», «толстой липой», «тысячелетней липой». Обхват её полнодревесного ствола приближается к шестнадцати метрам. Она является одним из символов Хеде и представлена на её гербе, среди других геральдических символов. В 2019 году дерево первым среди немецких деревьев было включено список Дендрологических памятников природы. 
| Год  | Население |
| ---- | --------- |
| 1990 | 1604      |
| 1995 | 1974      |
| 2000 | 2189      |
| 2005 | 2187      |
| 2010 | 2265      |